# Washington Navy Yard
Der Washington Navy Yard ist eine ehemalige Marinewerft und Waffenfabrik der United States Navy in Washington, D.C. Die Werft wurde 1799 gegründet und ist damit die älteste Küstenanlage der Navy. Der bis in die 1960er Jahre als Werft und Waffenfabrik genutzte Navy Yard war zeitweilig die größte Werft der US-Marine. Seit 1961 wird die Anlage vor allem von Verwaltungsdienststellen der Marine genutzt. Auf dem Gelände der ehemaligen Werft befinden sich unter anderem das Büro des Chief of Naval Operations, das Hauptquartier des Military Sealift Command und des U.S. Navy Judge Advocate General’s Corps sowie das United States Navy Museum. Bis zu seiner Verlegung nach Quantico (Virginia) am 15. September 2011 war hier auch die Hauptverwaltung des Naval Criminal Investigative Service (NCIS Headquarters) untergebracht.

## Geographie

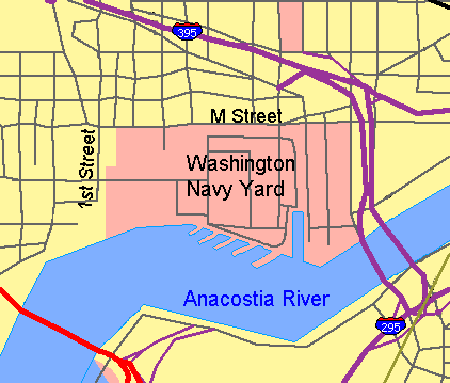
Karte des Yards

Der Washington Navy Yard liegt am Nordufer des Anacostia Rivers, etwa zwei Kilometer vor dessen Einmündung in den Potomac River. Das 0,26 Quadratkilometer große Gelände erstreckt sich etwa einen Kilometer entlang des rechten Flussufers. Im Norden grenzt das Werftgelände an die M Street, eine der Hauptverkehrsachsen im südlichen Washington. Im Osten grenzt es an die Interstate 295, im Westen an die First Street, die in ihrer Fortsetzung zum eineinhalb Kilometer nördlich gelegenen Kapitol führt.

## Geschichte

### Gründung
Die Ursprünge der Werft reichen bis ins Jahr 1797 zurück, als Präsident George Washington in einem Zusatz der so genannten „Dermott map“ am 2. März die Grenzen des späteren Yards umriss.

“Fourteen. The appropriation bounded on the west by the east side of Seventh Street East, on the northwest by the south side of Georgia Avenue, on the north by the south side of M Street, on the west by the west side of Ninth Street East, and on the south by the Eastern Branch of the Anacostia River.”

„Vierzehn. Die Inbesitznahme wird im Westen durch die östliche Seite der Seventh Street East begrenzt, im Nordwesten durch die südliche Seite der Georgia Avenue, im Norden durch die südliche Seite der M Street, im Westen durch die westliche Seite der Ninth Street East und im Süden durch den östlichen Zweig des Anacostia River“

Washingtons Nachfolger John Adams bestätigte am 25. Juli 1798 die Inbesitznahme und bezeichnet das Gelände zum ersten Mal als “the navy yard square” mit einer Größe von 12 acres, 3 roods und 15 poles (etwa 5 Hektar). Am 2. Oktober 1799 wurde das Gelände an die US Navy übergeben und der Washington Navy Yard offiziell ins Leben gerufen. In der folgenden Zeit begann man mit der Errichtung der ersten Gebäude und Unterkünfte auf dem Gelände, im Januar 1801 wurden zwei weitere Parzellen im Westen des Yard für 4.000 $ erworben und eingegliedert. 1804 wurde unter der Leitung von Benjamin Latrobe mit dem Bau des Haupttors begonnen, das später ihm zu Ehren „Latrobe Gate“ genannt wurde. Das Tor war neben einigen Offiziersunterkünften das erste feste Gebäude auf dem Gelände. Fünf Jahre später wurde mit dem Bau der ersten Einfriedungsmauer, einer weißen Ziegelmauer, begonnen, die teilweise noch heute die nördliche Grenze des Navy Yards bildet.

### Zerstörung und Wiederaufbau

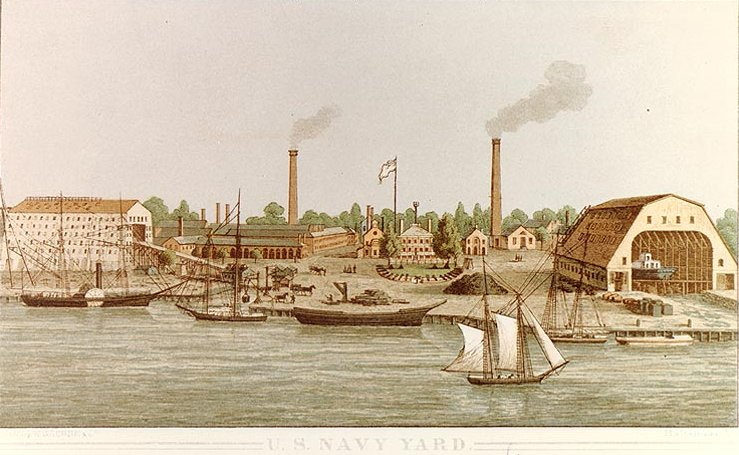
Lithographie des Yards von 1862

In den folgenden Jahren entwickelte sich der Yard zu einer der wichtigsten Werften der US-Marine, bis 1812 wurden 22 Schiffe dort gebaut. Mit dem Ausbruch des Britisch-Amerikanischen Krieges 1812 wurde der Navy Yard ein zentrales Element der Verteidigung Washingtons. Als jedoch die Briten 1814 Washington eroberten, konnte das Gelände nicht mehr gehalten werden und wurde, um dem Feind die Infrastruktur nicht zu überlassen, in Brand gesteckt. Lediglich das Latrobe Gate, die Officers Quarters B sowie das Tingey House, das Wohnhaus des Kommandanten, wurden vom Feuer verschont. Nach der Befreiung Washingtons wurde mit dem Wiederaufbau des Werftgeländes begonnen, allerdings erreichte der Navy Yard in den folgenden Jahren nicht mehr die Bedeutung als Schiffsbauwerft, die er vor dem Krieg hatte. Das ergab sich unter anderem aus seiner Lage am Anacostia River, der damals für größere Schiffe zu flach war, was die Größe der auf der Werft gebauten Schiffe massiv einschränkte.
Es begann nun eine Entwicklung, die den Washington Navy Yard bis zu seiner Schließung prägen würde: er wurde zu einer der wichtigsten Waffen- und Technologieforschungseinrichtungen und zur wichtigsten Waffenfabrik der US-Marine. So wurden in den folgenden Jahren die ersten Dampfmaschinen der Navy dort gebaut, John Adolphus Bernard Dahlgren, der mit dem Beginn des Sezessionskriegs zum Kommandanten des Stützpunkts ernannt wurde, verbesserte dort seine Dahlgrenkanone. Während des Krieges wurde im Yard auch die in der Schlacht von Hampton Roads beschädigte Monitor repariert und überholt.

### Waffenfabrik der Marine

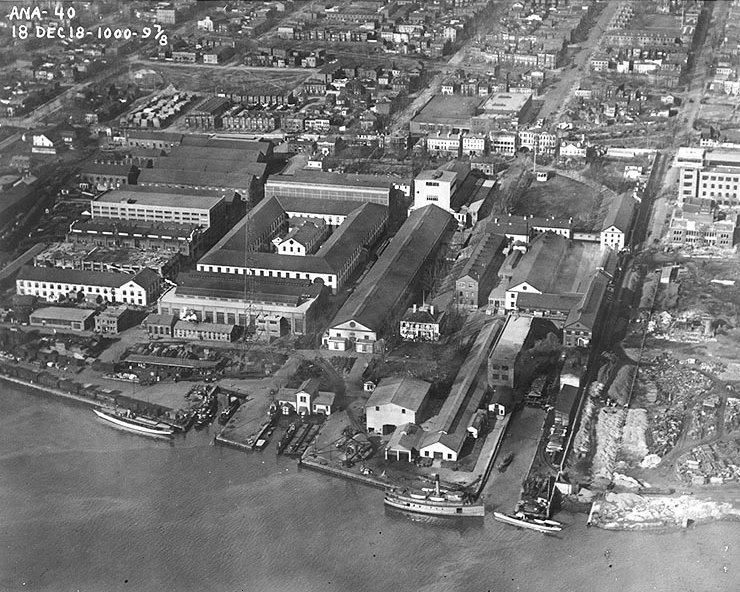
Luftaufnahme des Yards von 1918

1886 wurde der Yard offiziell zur Produktionsstätte für Waffen der US-Marine ernannt. In der Folgezeit wurden die Produktionsanlagen für Waffen ausgebaut, 1902 erwarb die Navy zusätzliches Land westlich des alten Geländes, um Platz für neue Gießereien und Waffenfabriken zu schaffen. In der Folgezeit wurden auf dem Gelände nahezu alle schweren Geschütze der US-Marine produziert, unter anderem auch 14-Zoll-Eisenbahngeschütze, die während des Ersten Weltkriegs in Frankreich zum Einsatz kamen. Mit zwei weiteren Landkäufen 1916 und 1918 wurde das Gelände auf seine heutige Größe ausgedehnt. In der Zwischenkriegszeit entwickelte sich der Washington Navy Yard zum weltgrößten Produzenten von Marinewaffen und -technik, so wurde dort von optischen Zieleinrichtungen bis zu schweren 16-Zoll-Schiffsgeschützen ein Großteil der Bewaffnung der US-Marine produziert. Mit etwa 25.000 Beschäftigten war der Navy Yard zu Hochzeiten einer der größten Arbeitgeber im Raum Washington.

### Niedergang
Im Dezember 1945 wurde der Yard offiziell in U.S. Naval Gun Factory umbenannt, es begann jedoch der langsame Niedergang. Da infolge der neuen Ausrichtung auf Raketen- und Lenkwaffen schwere Schiffsgeschütze überflüssig wurden, sank auch die Bedeutung des Yards. Die Produktion lief noch bis 1961 weiter, dann wurde die Waffenfabrik der US-Marine geschlossen.

### Wiederbelebung
Am 1. Juli 1964 erhielt der Navy Yard seinen alten Namen zurück, man begann, die nun leerstehenden Fabrikhallen zu Bürogebäuden umzugestalten. In die Hallen wurden Zwischengeschosse eingezogen, um Platz für Büroräume zu schaffen, zudem wurden neue Zu- und Aufgänge geschaffen, ebenso wurden zum Teil neue Aufzugstürme gebaut, hierbei wurde jedoch darauf geachtet, dass das architektonische Bild erhalten blieb. Durch die Nähe zum Regierungsviertel in Washington bot der Yard einen idealen Ort für die Verwaltung der US-Marine. In den folgenden Jahren siedelten sich immer mehr Verwaltungsstellen der US Navy und des United States Marine Corps auf dem ehemaligen Werftgelände an. 1973 wurde der Washington Navy Yard als Historic District in das National Register of Historic Places aufgenommen. Seit dem 11. Mai 1976 trägt er den Status einer National Historic Landmark.

### Amoklauf im September 2013
Bei einer Schießerei am 16. September 2013 wurden zwölf Menschen durch den Amokläufer Aaron Alexis getötet. Um kurz nach 8 Uhr eröffnete er die Schießerei im Kommandogebäude der Militäreinrichtung und floh anschließend. Nach einer mehrstündigen Flucht, wurde er in einem Schusswechsel von der Metropolitan Police getötet.

## Sehenswürdigkeiten

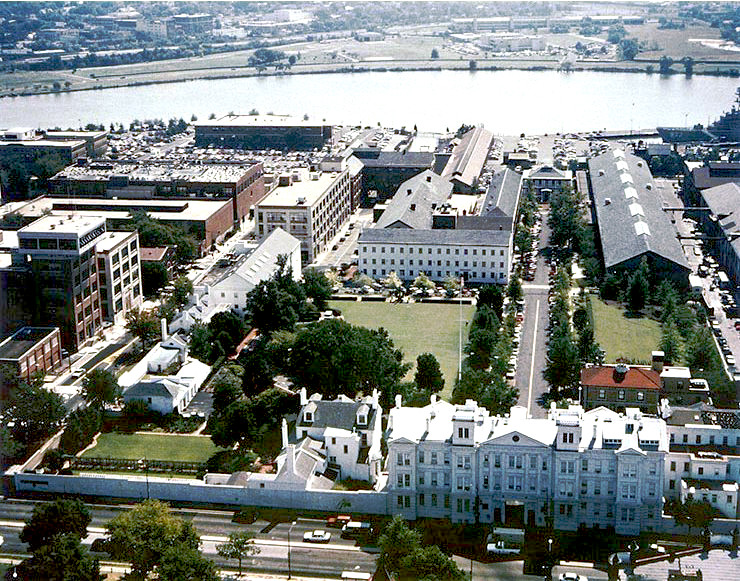
Blick über den historischen Kern des Yards, im Vordergrund das Latrobe Gate, dahinter die Dahlgren Avenue mit den historischen Offiziersunterkünften, im Hintergrund der Bug der USS Barry

### Latrobe Gate
Das Latrobe Gate bildet seit seiner Errichtung 1804 den Haupteingang des Washington Navy Yard. Ursprünglich als einstöckiges Ziegelgebäude im sogenannten „Greek Revival“-Stil errichtet, wurde 1823 ein zweites Stockwerk ergänzt, um den Wachsoldaten mehr Platz zu schaffen. Seine endgültige Form erhielt das Gebäude 1880/81, als große Teile des alten Baus abgerissen wurden, um ein neues, dreistöckiges Torhaus zu errichten.
Prägend für die äußere Nordfassade des Torhauses sind die griechischen Säulen, die im Torbreich den Fahrzeug- vom Fußgängerdurchgang trennen, sowie die beiden Türme rechts und links des Durchgangs.
Heute wird das Latrobe Gate nur noch zu repräsentativen Zwecken genutzt, der Haupteingang befindet sich jetzt eine Straße weiter östlich, wo eine moderne Kontrollstelle ohne Beschränkungen der Breite oder Höhe die Zufahrt zum Gelände ermöglicht.

### Officers Quarters
Zu den ältesten Gebäuden auf dem Gelände gehören die ehemaligen Offiziersunterkünfte. Das 1801 errichtete „Quarters B“ ist das älteste erhaltene Gebäude, ein schlichter zweistöckiger, weiß gestrichener Ziegelbau, der früher dem stellvertretenden Kommandanten der Werft als Wohnung diente. Drei Jahre später wurde mit dem Bau des „Quarters A“, heute als „Tingey House“ bekannt, östlich des Latrobe Gate begonnen, “on the highest point of the Yard to be able to view all” (Benjamin Latrobe, deutsch: „am höchsten Punkt des Yards, um alles sehen zu können“). Das im flämischen Stil gehaltene zweieinhalbstöckige Ziegelbauwerk bildet auch heute noch den zeremoniellen Mittelpunkt des Geländes, es dient zudem als Residenz des Chief of Naval Operations.

### Leutze Park
Der Leutze Park, benannt nach Admiral Eugene Henry Cozzens Leutze, dem Sohn des Historienmalers Emanuel Leutze, erstreckt sich beidseitig der „Dahlgren Avenue“, der zentralen Achse des Yards, die vom Latrobe Gate zum Middendorf Building führt. Er beherbergt 26 erbeutete Bronzegeschütze, die dort als Siegestrophäen der US-Marine ausgestellt werden. Unter den Ausstellungsstücken befinden sich zahlreiche britische Geschütze, aber auch erbeutete Kanonen und Mörser der Konföderierten sowie ein Geschütz aus Japan.

## Einrichtungen auf dem Gelände
- Naval District Washington, Headquarters (Hauptquartier des Marinebereichskommandos für Washington, D.C.)
- Military Sealift Command (Verwaltung der zivil bemannten Transport- und Hilfsschiffe der US-Marine)
- Naval Sea Systems Command (Entwicklungs- und Forschungsabteilung)
- Naval Facilities Engineering Command (Stützpunktverwaltung der Navy)
- Naval Audit Service (interne Prüfstelle)
- Naval Criminal Investigative Service, Headquarters (NCIS; Kriminaldienst der Marine, Bundesbehörde) bis September 2011
- United States Navy Judge Advocate General’s Corps, Headquarters (Hauptquartier der Militärjustizbehörde der Marine der Vereinigten Staaten)
- United States Navy Band (Musikkapelle)
- National Museum of the United States Navy (marinegeschichtliches Museum)
- Naval Historical Center (Marinegeschichtsforschung)
- Marine Corps Historical Center (Geschichtsforschungsabteilung des USMC)
- Marine Corps History and Museum (Museum des USMC)
- Marine Corps Institute (Offiziersaus- und -weiterbildung)